# Sorocea bonplandii
Sorocea bonplandii är en mullbärsväxtart som först beskrevs av Henri Ernest Baillon, och fick sitt nu gällande namn av Burger, Lanj. och Boer. Sorocea bonplandii ingår i släktet Sorocea och familjen mullbärsväxter. Inga underarter finns listade i Catalogue of Life.